# 게이샤 (1953년 영화)
《게이샤》(祇園囃子, A Geisha)는 일본에서 제작된 미조구치 켄지 감독의 1953년 드라마 영화이다. 코구레 미치요 등이 주연으로 출연하였고 츠지 히사카즈 등이 제작에 참여하였다. 이 영화는 가와구치 마츠다로의 소설에 기반을 둔다.

## 출연

### 주연
- 코구레 미치요
- 와카오 아야코
- 카와즈 세이자부로

### 조연
- 다테 사부로
- 이시하라 스마오
- 코시바 칸지
- 모리 키쿠에
- 나니와 세이코
- 신도 에이타로
- 스가이 이치로
- 타나카 하루오

## 기타
- 원작자: 카와구치 마츠타로
- 미술: Kazumi Koike